# Дифференциал с повышенным внутренним сопротивлением
Дифференциал с повышенным внутренним сопротивлением (также: дифференциал ограниченного проскальзывания (LSD), дифференциал повышенного трения, самоблокирующийся дифференциал, дифференциал с ограничением пробуксовки) — это дифференциал, механика работы которого за счёт конструктивно заложенного повышенного внутреннего сопротивления между некоторыми вращающимися деталями позволяет такому дифференциалу без каких-либо управляющих воздействий извне выравнивать самостоятельно угловые скорости ведущего и ведомых звеньев вплоть до полной их взаимной блокировки и превращения всего дифференциала в прямую передачу.
Следует иметь в виду, что в англоязычной литературе данные дифференциалы обозначаются как «LSD (Limited-Slip Differential)», то есть «дифференциал ограниченного проскальзывания» (пробуксовки), и данный термин не определяет физического принципа работы устройства, наличия трения, сопротивления, а также наличия/отсутствия управления дифференциалом и т. д. Имеет значение лишь сама функция блокировки неконтролируемой разницы в угловых скоростях приводов («проскальзывания»). «Ограниченность проскальзывания» обычно подразумевает некий заданный предел разницы угловых скоростей, при превышении которого начинает срабатывать блокировка. В ряде реализаций блокировка может быть использована превентивно, то есть ещё до того, как у полуосей возникнет разница угловых скоростей.

### Преимущества
Основное преимущество дифференциала с повышенным внутренним сопротивлением (далее — ДПВС) можно увидеть, рассмотрев случай с обычным (или «открытым») дифференциалом, у которого одно колесо вообще не имеет контакта с дорогой. В этом случае второе колесо, контактирующее с дорогой, будет оставаться неподвижным, и первое, не контактирующее с дорогой колесо, будет вращаться свободно — передаваемый крутящий момент будет равным на обоих колёсах, но не будет превышать порогового значения момента, необходимого для движения транспортного средства, и поэтому транспортное средство будет оставаться неподвижным. В обычных автомобилях, движущихся по асфальтовым дорогам, такая ситуация маловероятна, и поэтому для таких автомобилей обычный дифференциал вполне подойдёт. При вождении в более сложных условиях, например, при движении в грязи или по бездорожью, подобные ситуации случаются, и наличие дифференциала с повышенным внутренним сопротивлением позволяет не останавливать движение. За счёт ограничения разницы в угловых скоростях колёс полезный момент передаётся до тех пор, пока хотя бы одно из колёс имеет сцепление с дорогой.

### Коэффициент блокировки
Коэффициент блокировки есть важнейшее оценочное свойство любого ДПВС. В информационных материалах о ДПВС этот коэффициент может выражаться двояко и несколько отличаться по смыслу толкования, хотя в обоих случаях подразумевать одно и то же, только с разных точек зрения.
В иностранной технической литературе КБ обычно выражается посредством процентного значения в десятках процентов в диапазоне от 20 % и выше. Число обозначает покрываемую конкретным ДПВС ширину диапазона относительного распределения крутящего момента между колёсами/осями от заложенного в дифференциал статического (с поправкой на его возможную несимметричность) до максимального уровня в 100/0, в пределах которого ДПВС может обеспечить взаимную блокировку. Данное определение подпадает под англоязычный термин Locking Effect («блокировочный эффект»). В русскоязычной технической литературе КБ выражается через число от 2 и выше (обычно, без десятичных дробей), обозначающее максимально возможную разницу в крутящих моментах (разницу в силе тяги) на колёсах/осях, в пределах которой данный ДПВС может обеспечить их взаимную блокировку. Данное определение КБ соответствует английскому термину Torque Bias («сдвиг момента»).
Хотя оба понятия КБ предполагают под собой разные формулы подсчёта, абсолютно любой ДПВС может быть корректно оценён любым из них. При этом, каждое из двух значений КБ можно соотнести с общим оценочным показателем, а между обоими значениями всегда имеется взаимооднозначное соответствие. Так, например, значение КБ=50 % и КБ=3 означает в обоих случаях одно и то же: что ДПВС с указанными КБ допускает перераспределение крутящего момента между колёсами/осями в соотношении не более чем 75/25, что с одной стороны даёт 50 % полного диапазона возможного перераспределения эффективно используемого крутящего момента (75-25=50), а с другой стороны даёт 3-кратную разницу в возможной силе тяги (75/25=3). Числовое (не процентное) значение КБ, возможно, здесь более интуитивно понятно, тем более, что помимо своего основного смысла, оно предполагает аналогичную разницу в допустимой силе сцепления колёс/осей с поверхностью, что в том же случае КБ=3 означает, что максимально эффективное использование мощности двигателя на этом ДПВС возможно только если сила сцепления каждого колеса с поверхностью дороги будет отличаться не более чем в три раза.
Простой (свободный) дифференциал не позволяет получить какую-либо разницу в эффективно-используемых крутящих моментах на ведомых звеньях, здесь разница между силой тяги обоих колёс/осей практически нулевая на любых режимах, КБ такого дифференциала равен 0 % или 1. Прямая передача или заблокированный дифференциал позволяют весь эффективно используемый крутящий момент реализовать на любом ведомом звене, здесь любое колесо/ось может обеспечить всю тягу при нулевом уровне тяги на другом колесе/оси, а КБ в данном случае равен 100 % или бесконечности.
ДПВС может иметь два верхних значения КБ — по одному для каждой ветви мощности. Такое возможно в случаях несимметричного дифференциала, когда КБ получает поправку на несимметричность — то есть, верхние значения КБ для каждой из сторон отличаются друг от друга на разницу в соотношении раскладываемых крутящих моментов (например, в несимметричном заднем кулачковом межколёсном ДПВС грузового автомобиля ГАЗ-66, раскладывающим крутящий момент по колёсам в соотношении ≈(60/40), значения КБ для правого и левого колёс равны, соответственно, 3.1 и 2.1). И такое возможно в симметричных дифференциалах, когда это конструктивно допустимо механикой работы блокировки (например, в симметричном червячном ДПВС Torsen Type-1 разные значения КБ можно реализовать через разные углы нарезки зубьев в каждой паре сателлит-шестерня).
Обычно под КБ конкретного ДПВС подразумевается его максимальный КБ. При этом у любого ДПВС существует значение так называемого начального КБ, которое обычно не декларируется.

### Преднатяг
Под этим термином подразумевается создание в ДПВС внутреннего сопротивления взаимному вращению ведомых звеньев в статике, то есть, при отсутствии подачи на дифференциал какого-либо крутящего момента. Величина уровня преднатяга определяется усилием, необходимым для сдвига (поворота) любого ведомого звена дифференциала при неподвижном ведущем звене. В свободном дифференциале уровень преднатяга близок к нулю. Преднатяг, если он есть, «работает» всегда, независимо от того, нагружен ДПВС тяговым или тормозным крутящим моментом или не нагружен. Наличие преднатяга не является обязательным условием работы ДПВС.
Так называемая «муфта преднатяга» предполагает под собой некое устройство внутри ДПВС, выполняющее вышеупомянутые функции и затрудняющее взаимное вращение ведомых шестерён дифференциала. Конструкция этого устройства не имеет универсального вида и на разных ДПВС может быть любой. Обычно это есть распорные пружины разной формы, дополненные дистанционными кольцами.

## Типы ДПВС и конкретные конструкции
В пассажирских автомобилях как правило используются два типа ДПВС:
- чувствительные к разнице крутящих моментов.
- чувствительные к разнице угловых скоростей.

Дифференциалы обоих типов допускают наличие некоторой конструктивно запрограммированной разницы между крутящими моментами (в первом случае) или угловыми скоростями (во втором случае), но налагают механическое ограничение на возникновение большой их диспропорции.

### Винтовая блокировка
Конструктивно дифференциалы с винтовой блокировкой могут быть выполнены на основе любого плоского однорядного или двухрядного планетарного механизма схем СВС или СВЭ с параллельными осями сателлитов, которые, в свою очередь, могут быть как одиночными, так и парными взаимозацепленными. Общими для любого вида исполнения будут две особенности: использование цилиндрических косозубых шестерён во всех парах зацепления и отсутствие фактических осей сателлитов как деталей. Винтовая передача, как таковая, здесь не используется, и широко употребимый термин происходит исключительно от визуального сходства сателлитов дифференциала с винтом, особенно на контрасте с его основными шестернями. А шестерни-сателлиты здесь вращаются не на осях, а в цилиндрических карманах, отфрезерованных в корпусе/водиле дифференциала. Идея блокировки основана на том, что в косозубом зацеплении под нагрузкой возникают осевые силы, стремящиеся раздвинуть по своим осям обе зацепленные шестерни в противоположные от плоскости контакта стороны, и здесь это свойство в первую очередь использовано в парах взаимозацеплённых сателлитов, которые для этого получают некоторую осевую подвижность. Под тягой, при повороте или пробуксовке колеса, вращающиеся сателлиты расклиниваются в своих карманах, упираются торцами в корпус дифференциала, за счёт чего происходит их торможение и самовыравнивание угловых скоростей ведомых шестерён. Расклинивание сателлитов тем сильнее, чем выше передаваемый ими крутящий момент, но сам коэффициент блокировки определяется углом наклона зубьев зацепления и фрикционными свойствами пар контакта сателлит/корпус. Для усиления эффекта самоторможения в данных дифференциалах обычно применяют более чем минимально необходимые для плоского планетарного механизма три пары сателлитов — а именно, от четырёх до семи пар. И для усиления фрикционного эффекта в точках контакта торцов сателлитов с корпусом дифференциала могут применяться диски-прокладки из материала, создающего повышенное сопротивление при трении. В случае одиночных сателлитов работа дифференциала в принципе аналогична, с тем лишь отличием, что здесь в самоторможение вовлечены не только сателлиты, но и центральные шестерни дифференциала.
Ввиду того, что шестерни с косозубым зацеплением могут быть использованы на плоских планетарных механизмах любой схемы и формы, дифференциалы на их основе можно выполнить с практически любыми заданными передаточными отношениями в каждой паре звеньев ведущее-ведомое. Соответственно, такие дифференциалы могут быть как симметричные, так и несимметричные, и применяться в трансмиссии и как межколёсные и как межосевые. На этих дифференциалах активно используется преднатяг, а блокирующий момент здесь создаётся в тяговом режиме даже при отсутствии разницы в угловых скоростях на выходе. Но исключительно на косозубом зацеплении высокие значения коэффициента блокировки не доступны (обычно < 3), и для усиления эффекта такие дифференциалы могут дополняться фрикционными пакетами по типу дифференциалов с дисковой блокировкой.
Дифференциалы с винтовой блокировкой очень широко распространены по сей день. Основная их область применения — спортивные и гоночные автомобили. Также они применяются как тюнинговые для незначительного улучшения проходимости в дорожных автомобилях. Однако на истинно внедорожной технике они обычно не используются. Наиболее известны образцы от британской компании Quaife Engineering и американской Torsen NA Inc.. В первом случае дифференциал так и называется — Quaife. Во втором случае — это так называемые Torsen Type-2 и Torsen Type-3.

### Червячная блокировка
Конструктивно все дифференциалы с червячной блокировкой выполнены на основе простых пространственных планетарных механизмов схемы СВС с сателлитами на перекрещивающихся осях. Визуально пары зацепления солнце-сателлит здесь выглядят как червячная передача, в которой оси червячного колеса и самого червяка также перпендикулярны друг другу и не пересекаются. В роли червяка и в роли червячного колеса здесь могут выступать как сателлиты, так и ведомые шестерни, и имеются разработки червячной блокировки с обеими вариантами распределения ролей между шестернями. Идея блокировки основана на том, что червячной передаче свойственно самоторможение в случаях направления мощности от червячного колеса к червяку, которое тем сильнее, чем больше угол наклона нарезки зубьев червяка к его оси вращения.
Хотя дифференциал с червячной блокировкой наиболее известен в варианте, разработанном американской Torsen NA Inc., — так называемый Torsen Type-1 — сама компания-разработчик почему-то избегает термина «червячная передача» при описании своего дифференциала. Зубчатая передача здесь декларируется как косозубая на перекрещивающихся осях, но не просто косозубая, а с некоей специфической, разработанной самой Torsen и запатентованной ими же формой зубьев Invex™, фактически являющейся частным вариантом эвольвентного зацепления. В русскоязычной инженерно-технической литературе считается, что в Torsen Type-1 роль червяков выполняют ведомые шестерни, а роль червячных колёс — сателлиты. Объяснение этому проистекает из разного угла наклона косозубой нарезки на ведомых шестернях и сателлитах. Необычная трёхрядная форма сателлита с прямозубым зацеплением по краям и косозубым в центре объясняется исключительно тем, что ввиду компоновки с перекрещивающимися осями конструктивно невозможно организовать через одну и ту же зубчатую нарезку одновременный зацеп как сателлитов с ведомыми шестернями, так и сателлитов между собой, и к повышению внутреннего сопротивления дифференциала эта особенность не имеет отношения. Обе ведомые шестерни здесь имеют сонаправленную нарезку зубьев и некоторую минимальную осевую подвижность, которая, как и в случае дифференциалов с винтовой блокировкой, необходима для сдвига обеих шестерён вдоль оси под нагрузкой, только в данном случае не для контакта с корпусом, а для их взаимного самоторможения друг о друга, что вносит существенный вклад в общее повышение внутреннего сопротивления. Дифференциал момент-чувствительный. Коэффициент блокировки в разных вариантах — 3-6. Дифференциал визуально и кинематически симметричен, и в случае межосевого использовался на модификациях AWD машин, изначально переднеприводных. Вообще, Torsen Type-1 есть один из наиболее известных моделей ДПВС. Он широко использовался в гоночных автомобилях WRC и Формулы-1 разных лет и в качестве межколёсного и в качестве межосевого. А на дорожных легковых автомобилях он стал совершенно однозначной ассоциацией с системами полного привода от Audi — Quattro — хотя в последних разработках Audi применяла и иные варианты. Среди внедорожных машин известным носителем данного ДПВС является Hummer H1.
Настоящими дифференциалами с червячной блокировкой и высокими (порядка 10 и даже выше) коэффициентами блокировки были американские и немецкие разработки для грузовых автомобилей повышенной проходимости. В данном случае конструкция планетарного механизма ДПВС предполагала тройные взаимозацепленные сателлиты, из которых два сателлита были червяками, а один — червячным колесом. Также, червячными колёсами были ведомые шестерни, а всего в дифференциале было 8 червяков и 6 червячных колёс двух типоразмеров. Основные попытки относительно массового применения этих ДПВС пришлись на предвоенные годы. В СССР этот тип ДПВС испытывался после войны, как в виде трофеев от Rheinmetall-Borsig AG, так и в виде домашних разработок «улучшенной» конструкции на основе немецкой. Данные по конкретным американским и немецким носителям отсутствуют, хотя считается, что дифференциалы с червячной блокировкой были широко распространены на различных грузовиках и тягачах для бездорожья и карьерных разработок. В СССР единственный более-менее массовый носитель — Урал-375Д. Современное использование — вероятно, нулевое.

### Дисковая блокировка
Конструктивно дифференциал с дисковой блокировкой всегда состоит из планетарного механизма схемы СВС на конических шестернях, дополненного парой миниатюрных конических фрикционных муфт и парой многодисковых фрикционных пакетов, располагающихся по оси дифференциала с обеих его сторон между ведомыми шестернями и корпусом. Часть фрикционных дисков здесь зацеплена с корпусом дифференциала, а часть — с миниатюрным конусообразным сцеплением, которое сопрягается каждое со своей ведомой шестернёй (солнцем). Идея блокировки основана на том, что под нагрузкой в конических шестернях возникают осевые силы, стремящиеся раздвинуть зацепленные шестерни друг от друга, и в отличие от свободного дифференциала, где этот эффект стараются нивелировать, здесь именно за счёт него и происходит сжатие фрикционных пакетов между ведомыми шестернями и корпусом дифференицала, что в свою очередь приводит к выравниванию угловых скоростей. Помимо конических муфт и фрикционных пакетов для усиления эффекта здесь нередко используется распорная пружина, установленная между ведомыми шестернями. И для усиления эффекта эти дифференциалы обычно имеют не два, а четыре сателлита на крестообразном водиле.
Разработки подобных дифференциалов известны с довоенного периода — ими занимались американские фирмы LeTurno-Westinghouse и Borg Warner. Современный вид и дисковую блокировку дифференциалы приобрели в 60-х годах, когда появились относительно надёжные фрикционные материалы, что позволило делать всю систему компактной и пригодной для легковых автомобилей. Сегодня используются в качестве межколёсных в задних ведущих мостах как спортивных, так и внедорожных автомобилей. Надёжны, но могут требовать регулировки со временем.

### Кулачковая блокировка
Конструктивно здесь возможны два варианта исполнения. В одном случае кулачковая муфта, состоящая из двух кулачковых дисков и промежуточного сепаратора с сухарями располагается между обеими ведомыми шестернями свободного дифференциала. Во втором случае, планетарная передача дифференциала вообще не имеет зубчатых колёс: эрзац-водилом дифференциала служит сепараторное кольцо, сателлитами являются сухари, а роль ведомых шестерён выполняют два кулачковых диска или кольца с волнообразным профилем сопряжённой с сепаратором поверхности. В обоих случаях идея блокировки основана на том, что при определённой разнице в угловых скоростях ведомых звеньев сухари расклиниваются между кулачковыми дисками или кольцами и практически моментально блокируют дифференциал. Блокировка здесь срабатывает только от разницы в угловых скоростях. До некоторого значения этой разницы дифференциал работает как свободный, по достижении — сразу блокируется, причём не важно, нагружен он крутящим моментом или нет. Какой-либо переходной режим частичной блокировки между свободным и заблокированным состояниями отсутствует.
Первые известные разработки кулачковых дифференциалов вероятно принадлежат Фердинанду Порше. Именно его дифференциал пошёл в серию на машинах KdF-Kübelwagen. Сегодня кулачковые самоблокирующиеся дифференциалы в основном используются как межколёсные в автомобилях повышенной проходимости и в военной технике (бронетранспортёрах и пр.).
Кулачковые дифференциалы получили широкое распространение на автомобилях и бронетехнике в СССР и, позже, в России.

### Шариковая блокировка
Конструктивно дифференциалы с шариковой блокировкой представляют собой некий эрзац планетарной передачи симметричной схемы СВС. Формально они не имеют ни шестерён, ни сателлитов в своей конструкции, но фактически, функции составляющих их деталей и общий принцип их работы идентичен конструкции и принципу работы любого настоящего планетарного дифференциала, а механика блокировки определяется повышением внутренного сопротивления работе, как и в остальных типах самоблокирующихся дифференциалов. В роли сателлитов здесь используются шарики, которые плотно набиты в закольцованные канавки в корпусе (водиле) дифференциала, и которые, как и настоящие сателлиты, контактируют одновременно друг с другом и с парой ведомых эрзац-шестерён (двумя солнцами). При небольшой разнице в угловых скоростях шарики, толкая друг друга, перемещаются в закольцованной канавке в ту или другую сторону, обеспечивая дифференциальное вращение всей конструкции. При достижении некоего уровня разницы в угловых скоростях (пробуксовке) ведомых шестерён шарики не могут её (разницу) поддерживать, за счёт трения самотормозятся в своих канавках и тем самым создают блокировочный эффект.
Эта конструкция малоизвестна в мировом автопроме и всё её распространение, вероятно, ограничивается Россией и Украиной. Наиболее известные дифференциалы с шариковой блокировкой — это Автоматический Дифференциал Красикова и Автоматический Дифференциал Нестерова.

### Дифференциал с вискомуфтой
Конструктивно дифференциал состоит из простого планетарного механизма абсолютно любой схемы и вискомуфты, соединяющей два его любые звена (два любые вала подачи/снятия мощности). Вискомуфта может располагаться как внутри дифференциала и связывать два ведомых звена, так и снаружи и связывать ведущее и ведомое звено (на принципиальную работы всей системы расположение вискомуфты влияния не оказывает). Идея блокировки основана на свойствах вискомуфты выравнивать угловые скорости двух своих звеньев за счёт свойств дилатантной жидкости. Блокировка срабатывает только от разницы в угловых скоростях. Кратковременно допускается 100 % блокировка. Переходные режимы также активно используются.
Вязкостные ДПВС менее эффективны в сравнении с вышеупомянутыми механическими ДПВС, так как в них происходит рассеивание энергии. В частности, любая постоянная нагрузка, которая нагревает жидкость внутри муфты, приводит к неустранимым перманентным потерям «дифференциального эффекта».
Данный ДПВС не стоит путать с использованием вискомуфты в системах так называемого полного привода по требованию.

### Дифференциал с героторным насосом
В дифференциалах этого типа с одной стороны вращается корпус героторного насоса, а с противоположной стороны вращается вал, соединённый с зубчатым колесом, находящимся внутри насоса. Когда возникает разница в частотах вращения корпуса и зубчатого колеса, насос сжимает рабочую жидкость во внутренней полости насоса. Это обеспечивает передачу вращающего момента к колесу машины, имеющему более сильное сцепление. Системы, основанные на насосах, имеют верхнюю и нижнюю границы прикладываемого давления, и внутреннее демпфирование во избежание гистерезиса. Новейшие системы с героторными насосами имеют компьютерное регулирование выходной мощности, что обеспечивает более высокую подвижность и исключает колебания.

### Дифференциал с электронным управлением
Развитие электронных систем в автомобилях сделало возможным управление блокировкой полуосей с помощью электронных блоков управления (ЭБУ). Эти системы обязательно используют различные датчики.
Первым этапом стало использование датчиков системы антиблокировки колёс (ABS) для определения разницы в угловой скорости буксующих колёс и дальнейшего принудительного использования тормозной системы для индивидуального замедления колеса, вращающегося со слишком высокой скоростью — и, тем самым, перераспределения момента в сторону противоположного колеса через свободный дифференциал. Функция самоблокировки дифференциала в таких транспортных средствах имитируется, сам дифференциал остаётся классическим свободным, а следовательно, такое решение достаточно дешёвое, не ухудшает параметры автомобиля и не требует специального обслуживания. Такие системы получили общее название «антипробуксовочных». По сути, они являются более продвинутой версией системы ABS, работающей не только при торможении, но и при движении и ускорении. Также используются как часть более глобальной системы «стабилизации» кузова автомобиля на дороге в условиях заноса. Однако, данные системы ограничены работой тормозной системы, склонны к перегреву при постоянной работе и последующей потере эффективности. На полноценной внедорожной технике обычно не используются.
Вторым этапом стало внедрение электронным систем управления с фрикционными муфтами, реализованными на каждой полуоси. Такие муфты могут быть разомкнуты при движении с приблизительно равными угловыми скоростями либо же наоборот замкнутыми для постоянной передачи момента по аналогии с FullTime 4WD, но при определении электроникой ситуации пробуксовки, а также с целью её предотвращения, нужные муфты сводятся с расчётным усилием, передавая больше момента на менее подвижную полуось. Используется, например, в системах Haldex-4, VTM-4. Могут быть реализованы как с помощью электрических муфт, так и гидравлических, для чего применяется электронасос.
Третьим этапом развития таких дифференциалов являются т. н. «активные дифференциалы», где вместо блокировки подачи момента используется постоянное управление распределением тяги между полуосями. В ряде реализаций, как например Honda SH-AWD, задний дифференциал реализован лишь функционально, без самой классической механики дифференциала, и целиком полагается на электронное управление тягой и скоростью вращения задних колёс. При этом используется весь переданный на данную ось момент, без потерь на торможение, он лишь перераспределяется в сторону менее буксующей полуоси. При этом появляется возможность повышения управляемости при повороте, за счёт передачи увеличенного момента на внешнюю полуось, причем даже с увеличением угловой скорости больше нормальной, за счёт редуктора с дополнительным повышающим числом. При выходе из строя каких-либо датчиков, используемых такими системами, привод тяги на ось прекращается, либо снижается функциональность. Также, система может сама отключиться, например, при перегреве.